# 哈傑卜

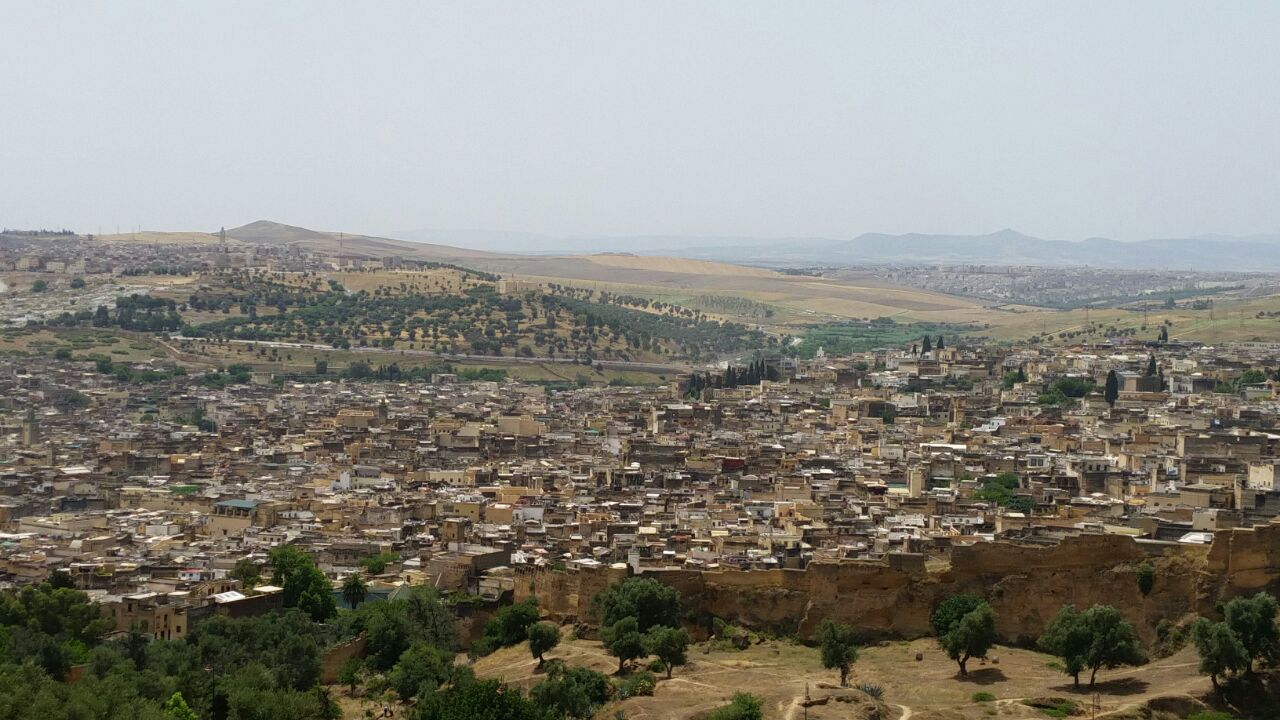

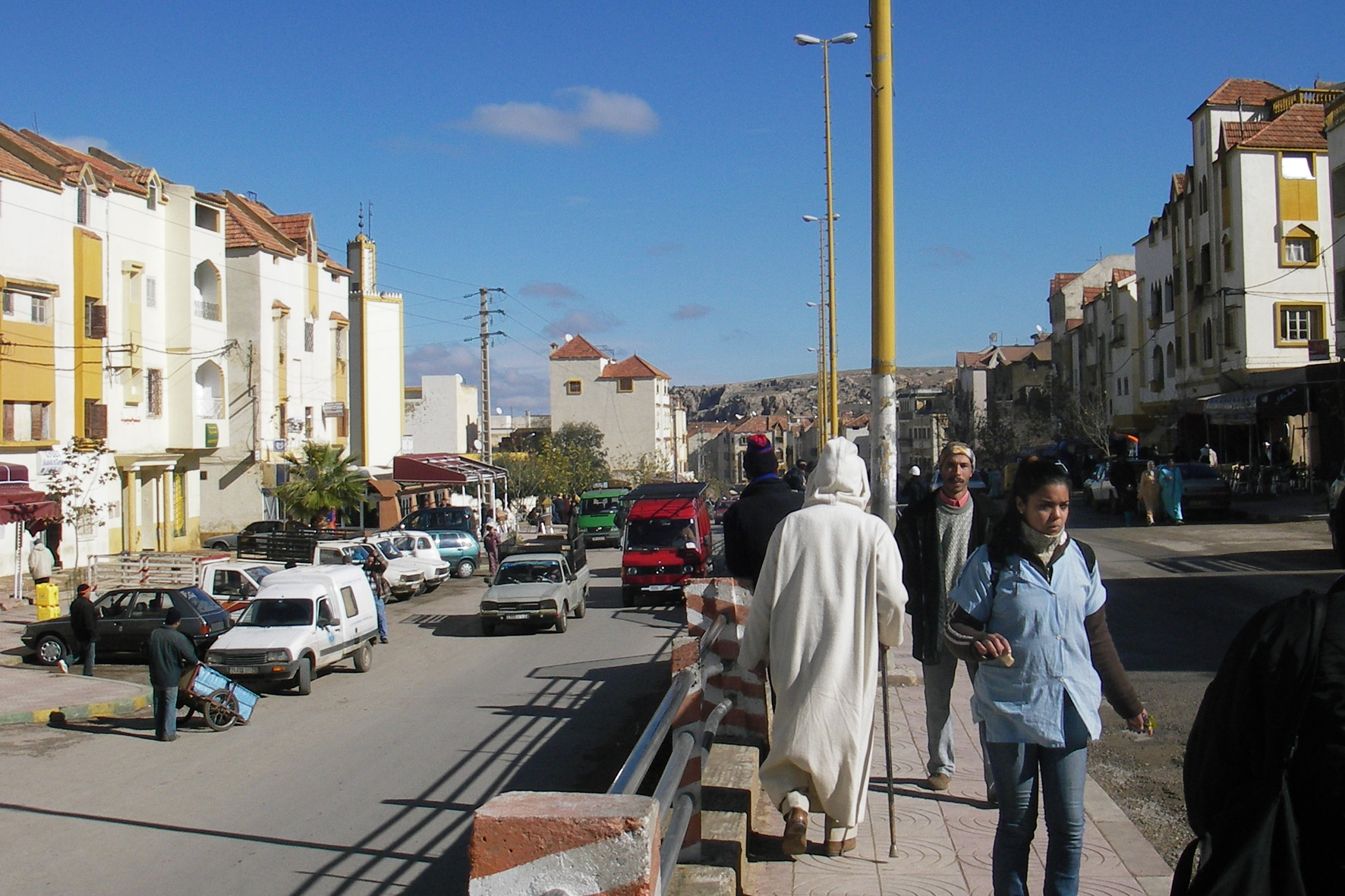

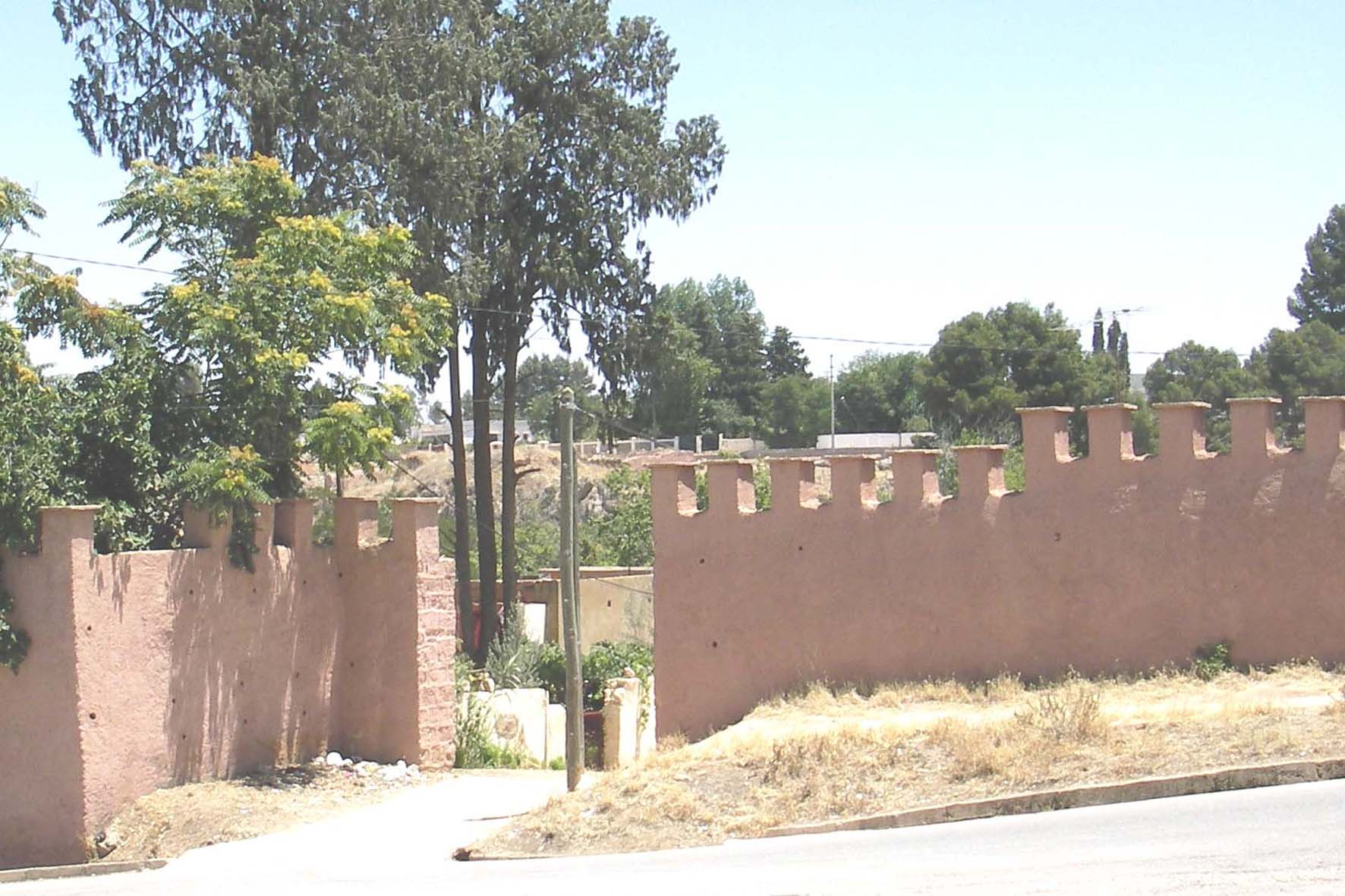

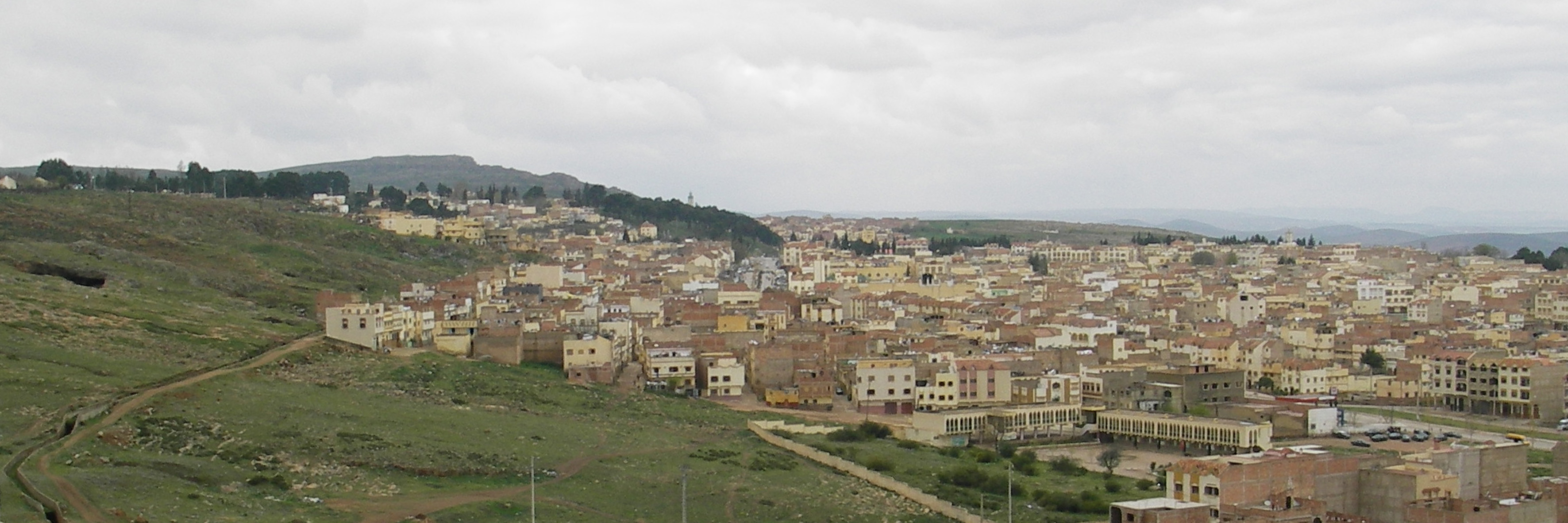

33°41′34″N 5°22′16″W / 33.69278°N 5.37111°W
哈傑卜（阿拉伯语：‎）是摩洛哥的城鎮，位於該國東北部，由非斯-梅克內斯大區負責管轄，是哈傑卜省的首府，海拔高度1,045米，主要經濟活動是農業，2004年人口27,132。